# Ujué
Ujué – gmina w Hiszpanii, w Nawarze, o powierzchni 112,12 km². W 2011 roku gmina liczyła 202 mieszkańców.